# Тамбовська єпархія
Тамбовська єпархія (рос. Тамбовская епархия) — єпархія Російської православної церкви. Об'єднує приходи і монастирі на території Тамбовської області. Кафедральне місто — Тамбов. Кафедральний собор — Спасо-Преображенський собор Тамбова.

## Історія
Заснована в 1682 році за указом царя Федора Олексійовича при Патріарху Іоакиму. Спочатку до складу єпархії входили міста Тамбов, Козлов і Борисоглєбськ.
Тамбовська кафедра в кінці XVII століття відігравала важливу роль у зміцненні Православ'я на Дону і в протистоянні старообрядництву, що поширювалося на околицях Московії. В єпархії, по ріках Дон і Ведмедиця, будувалися храми, засновувались і оновлювалися монастирі.
23 серпня 1700 року Тамбовська єпархія була закрита і перейшла у відання Рязанської єпархії, з 1720 року — Воронезької єпархії, а з 1723 року — Московської Синодальної контори. Управляти такою великою і віддаленою єпархією через Московську синодальну контору було важко, тому знову постало питання про нового самостійного єпископа.
У 1758 році за указом імператриці Єлизавети Петрівни єпархія була відновлена. Крім Тамбова і Козлова до складу єпархії входили: Добрий, Керенськ, Наровчат, Верхній і Нижній Ломов, Троїцьк. У 1764 році до складу єпархії увійшли міста: Пенза, Борисоглєбськ, Інсар, Мокшан. З 1779 року приєднались міста: Саранськ, Моршанськ, Кірсанов, Раненбург, Сердобський і Чембар. Остаточні кордони єпархії встановилися до 1803 року. Єпархія адміністративно не виходила за межі Тамбовської губернії, що були затверджені в 1796 році.
До кінця 1930-х років на території Тамбовської єпархії не залишилося жодного діючого приходу. Відновлення єпархії розпочалося в жовтні 1943 року, коли був відкритий перший храм в місті Тамбові. У 1958 році на території Тамбовської області діяло вже 47 церков. У 1950-ті роки вплив релігії на життя тамбовців, незважаючи на антицерковну політику радянської влади, був дуже великим. У Тамбовській області у 1958 році були хрещені 22,3 % народжених, 8,2 % шлюбних пар вінчалися в церкві, 19,4 % померлих були поховані за церковним обрядом. У 1958 році сповідалися в Тамбовській області 132825 дорослих і 11025 дітей. Навіть хрущовська антирелігійна кампанія не змогла істотно послабити вплив релігії на тамбовців, а число хрещень у 1957—1964 роках навіть збільшилася. У 1964 році в Тамбовській області були хрещені 53,6 % народжених, 4,6 % шлюбних пар вінчалися в церкві, 24,5 % померлих були поховані за церковним обрядом. Однак за хрущовський період кількість храмів помітно скоротилася на території області. Якщо в 1959 році у Тамбовській області діяли 47 церков, то в 1964 році — лише 40.
26 грудня 2012 року рішенням Священного Синоду Російської православної церкви з Тамбовської єпархії були виділені Мічурінська і Уваровська. Всі три єпархії входять до новоствореної Тамбовської митрополії.

## Єпископи
- Леонтій (26 березня 1682 — 1 липня 1684)
- Питирим (15 лютого 1685 — 28 липня 1698)
- Ігнатій (Шангін) (21 листопада 1698 — 23 серпня 1700)
- Пахомій (Симанський) (25 травня 1758 — 9 листопада 1766)
- Феодосій (Голосніцький) (9 листопада 1766 — 23 грудня 1786)
- Феофіл (Раєв) (6 травня 1788 — 6 лютого 1794)
- Платон (Любарський) (26 лютого — 11 березня 1794)
- Феофіл (Раєв) (11 березня 1794 — 23 грудня 1811)
- Іона (Василевський) (29 березня 1812 — 26 квітня 1821)
- Теофілакт (Ширяєв) (23 липня 1821 — 20 травня 1824)
- Афанасій (Телятев) (5 серпня 1824 — 5 квітня 1829)
- Євгеній (Баженов) (9 червня 1829 — 17 лютого 1832)
- Арсеній (Москвін) (24 квітня 1832 — 5 квітня 1841)
- Микола (Доброхотов) (27 квітня 1841 — 7 квітня 1857)
- Макарій (Булгаков) (1 травня 1857 — 18 квітня 1859)
- Феофан (Говоров) (1 липня 1859 — 22 липня 1863)
- Феодосій (Шаповаленко) (1 вересня 1863 — 13 червня 1873)
- Палладій (Раєв-Писарев) (13 червня 1873 — 9 вересня 1876)
- Палладій (Ганкевич) (9 вересня 1876 — 4 травня 1885)
- Віталій (Іосіфов) (11 травня 1885 — 3 червня 1890)
- Ієронім (Екземплярський) (3 червня 1890 — 30 квітня 1894)
- Олександр (Богданов) (30 квітня 1894 — 12 липня 1898)
- Георгій (Орлов) (27 вересня 1898 — 27 квітня 1902)
- Димитрій (Ковальницький) (27 квітня 1902 — 8 лютого 1903)
- Інокентій (Беляєв) (8 лютого 1903 — 7 грудня 1909)
- Кирило (Смирнов) (30 грудня 1909 — 19 березня 1918)
- Зиновій (Дроздов) (22 травня 1918—1927)
- Димитрій (Добросердов) (26 вересня 1923—1924) в.о, єп. Козловський
- Стефан (Гнедовський) (1924—1926) в.о, єп. Кірсановський
- Алексій (Буй) (грудень 1926 — 29 червня 1927) в.о, єп. Козловський
- Серафим (Мещеряков) (29 червня 1927 — 28 січня 1928)
- Вассіан (П'ятницький) (9 квітня 1930 — 20 лютого 1936)
- Венедикт (Алентов) (20 лютого 1936 — 20 січня 1938)
  - 1938—1941 — кафедра вдовувала
- Алексій (Сергєєв) (14 жовтня 1941 — не пізніше лютого 1942)
- Григорій (Чуков) (8 грудня 1943 — 7 лютого 1944) в.о, архієп. Саратовський
- Лука (Войно-Ясенецький) (7 лютого 1944 — 5 квітня 1946)
- Іоасаф (Журманов) (9 квітня 1946 — 8 серпня 1961)
- Михаїл (Чуб) (29 березня 1961 — 16 листопада 1962) до 8 серпня 1961 в.о.
- Інокентій (Зельницький) (16 листопада 1962 — 10 березня 1968)
- Пимен (Ізвєков) (15 березня — 10 травня 1968) в.о, митр. Крутицький
- Питирим (Нєчаєв) (10 травня — 28 листопада 1968) в.о, єп. Волоколамський
- Антоній (Кротевич) (28 листопада 1968 — 8 червня 1970)
- Іонафан (Кополович) (8 червня 1970 — 11 жовтня 1972)
- Дамаскін (Бодрий) (18 жовтня 1972 — 3 вересня 1974)
- Михаїл (Чуб) (3 вересня 1974 — 25 квітня 1985)
- Валентин (Міщук) (26 червня 1985 — 12 травня 1987)
- Євгеній (Ждан) (31 травня 1987 — 11 жовтня 2002)
- Феодосій (Васнев) (с 26 грудня 2002)